# Kapelle St. Georg (Thiergarten)

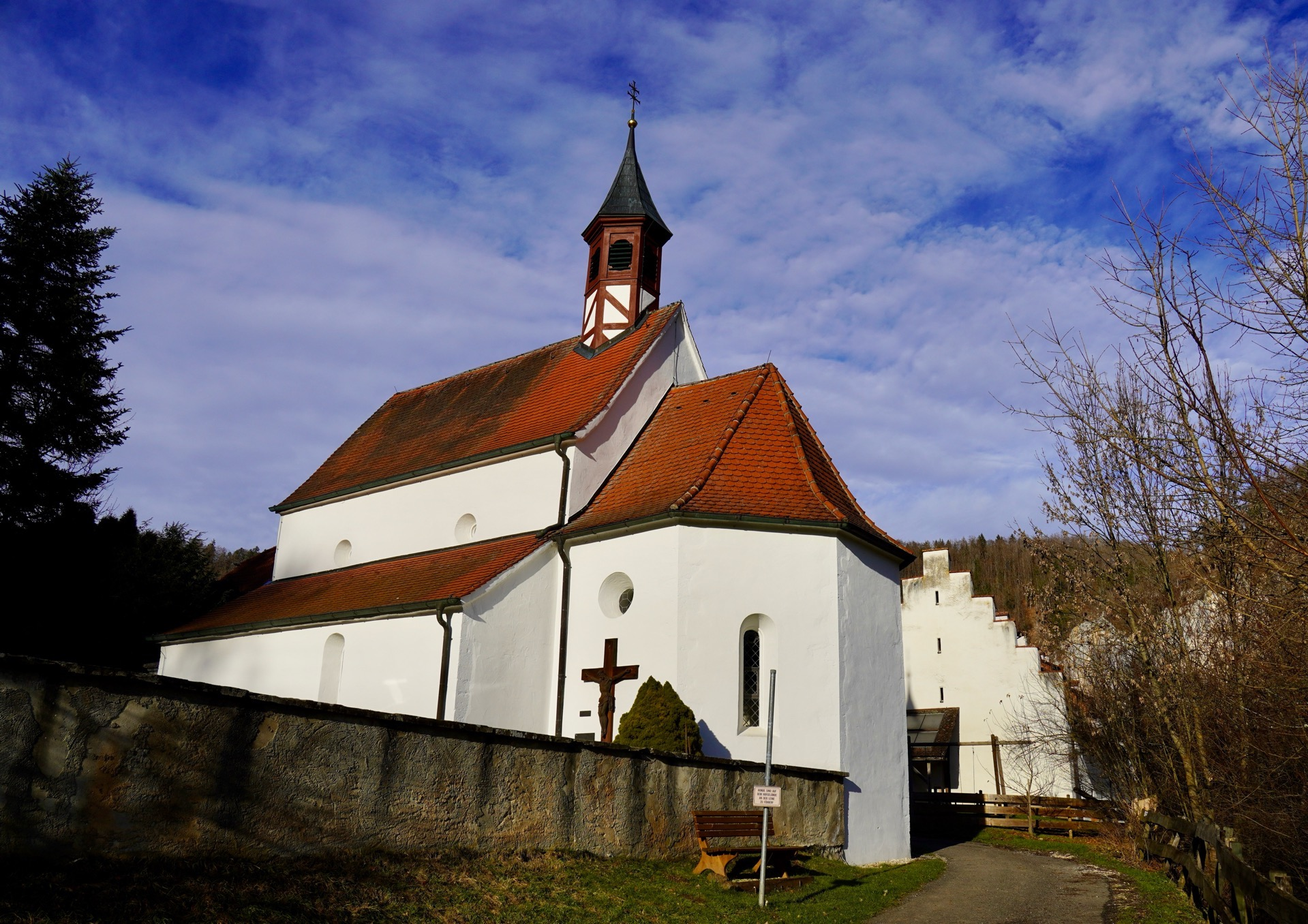
Südostansicht der Basilika

Die Kapelle St. Georg steht im Ortsteil Thiergarten der Gemeinde Beuron im Landkreis Sigmaringen in Baden-Württemberg. Sie ist eine alte Pfarrkirche und nach dem heiligen Georg benannt. Die erstmals 1275 erwähnte Kirche gilt mit ihren drei Schiffen und einer Apsis als kleinste Basilika nördlich der Alpen.

## Lage

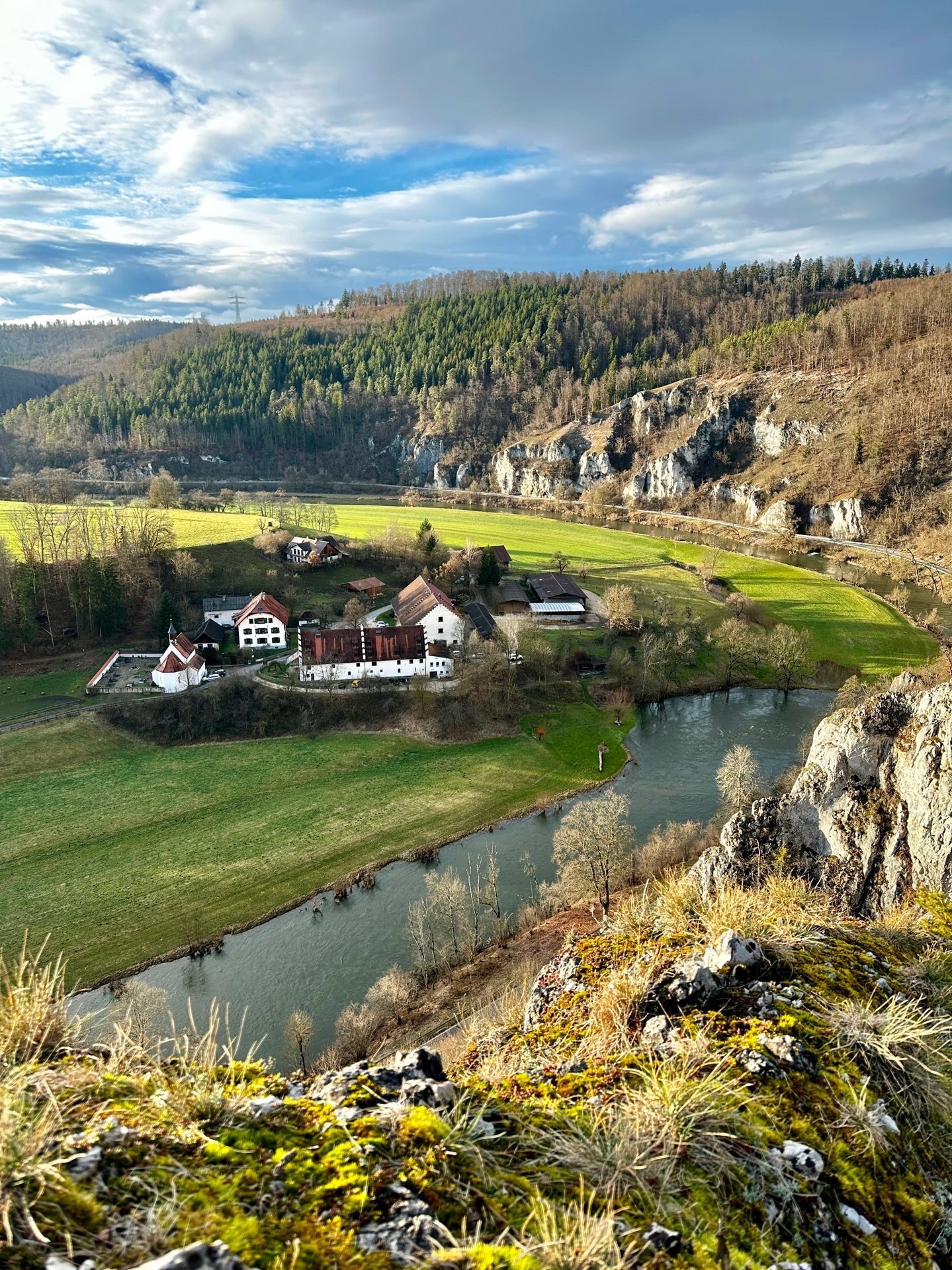
Lage im Donautal

Die Georgskapelle befindet sich flussabwärts des Weilers Thiergarten auf der rechten Seite der Donau beim Gutshof Käppeler. Sie liegt ein wenig versteckt inmitten des Donautals unweit einer Flussschleife der Oberen Donau.

## Baubeschreibung
Das Mittelschiff hat ein Tonnengewölbe mit je zwei Okuli als Oberlichter; es öffnet sich nach Süden zu in zwei Rundarkaden mit abgefasten Kanten, die auf einem massigen Pfeiler ruhen. Nach Norden zu nur eine Arkade. Die Seitenschiffe haben ebenfalls Tonnengewölbe und hohe rundbogige Fenster mit unprofilierter Laibung. Der Chor hat ein Drei-Achtel-Schluss und ein sechsteiliges Gratgewölbe, zwei rundbogige Fenster und zwei runde Okuli. Kleiner Dachreiter; die Fassade hat ein einfaches Rundportal. Die Kapelle ist in der Gründung romanisch.

## Bauherrin und Bauplanung
Die Basilika wurde im Auftrag des Geschlechts der Falkensteiner erbaut. 

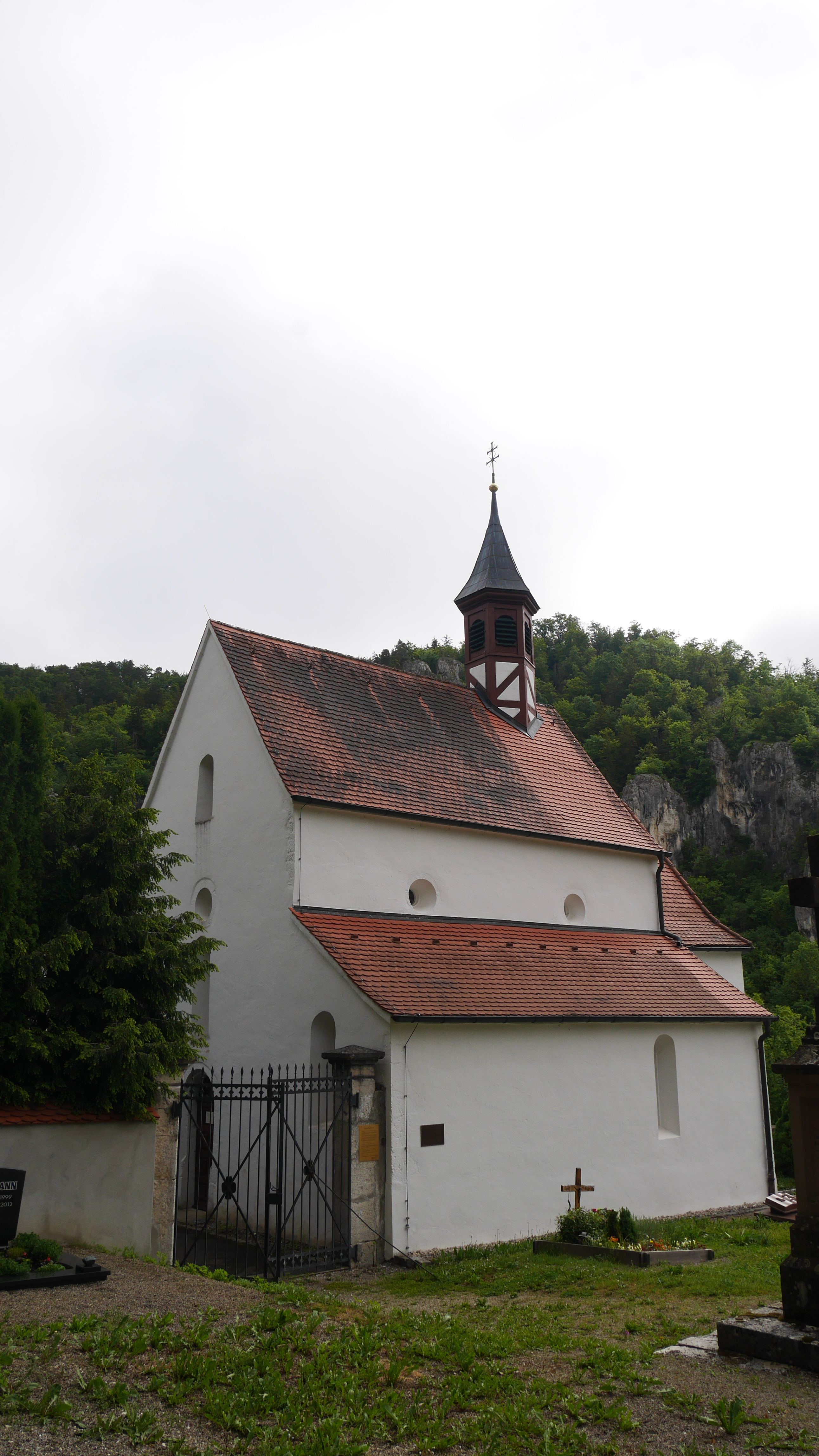
Südwestansicht
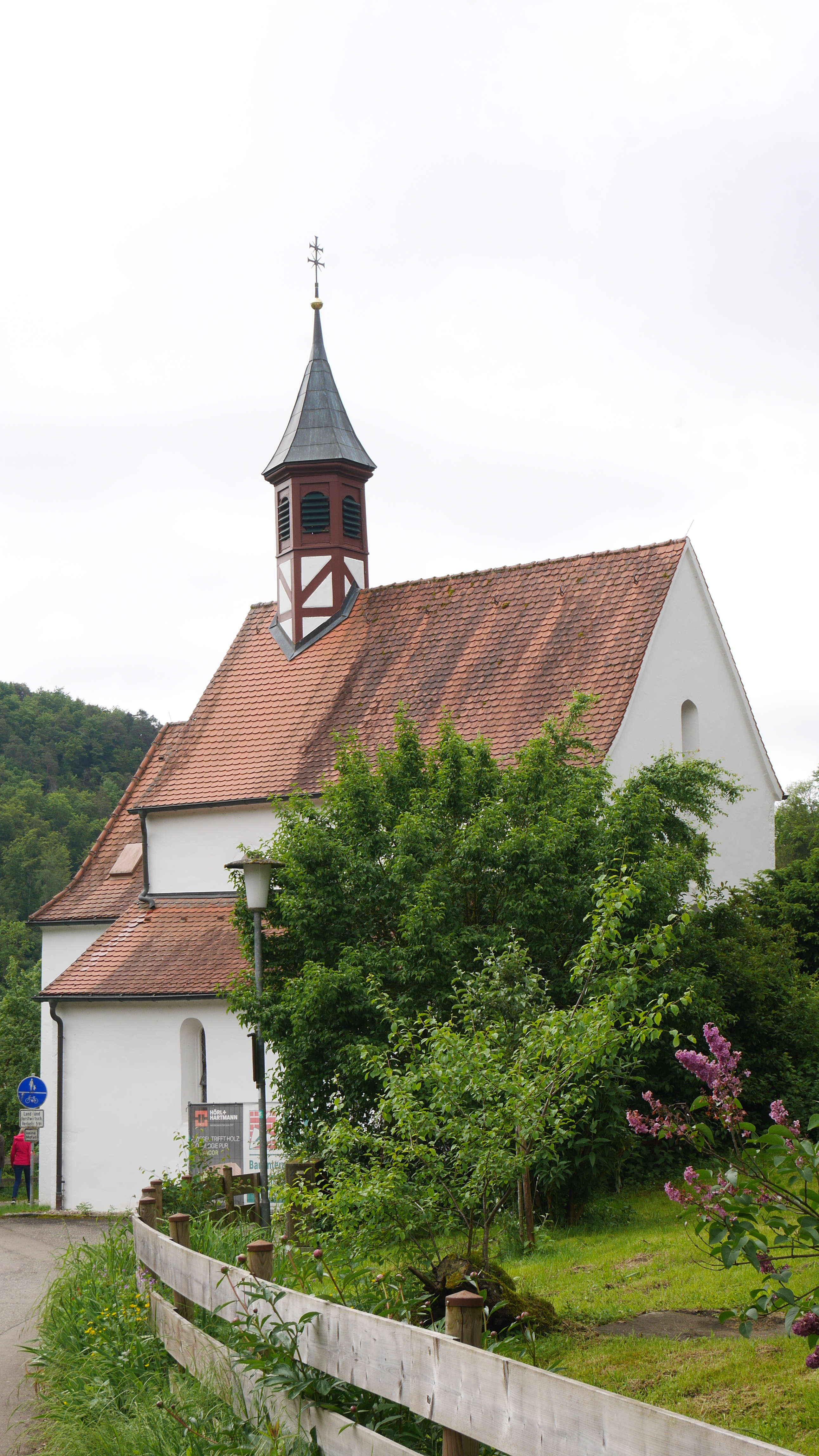
Nordwestansicht
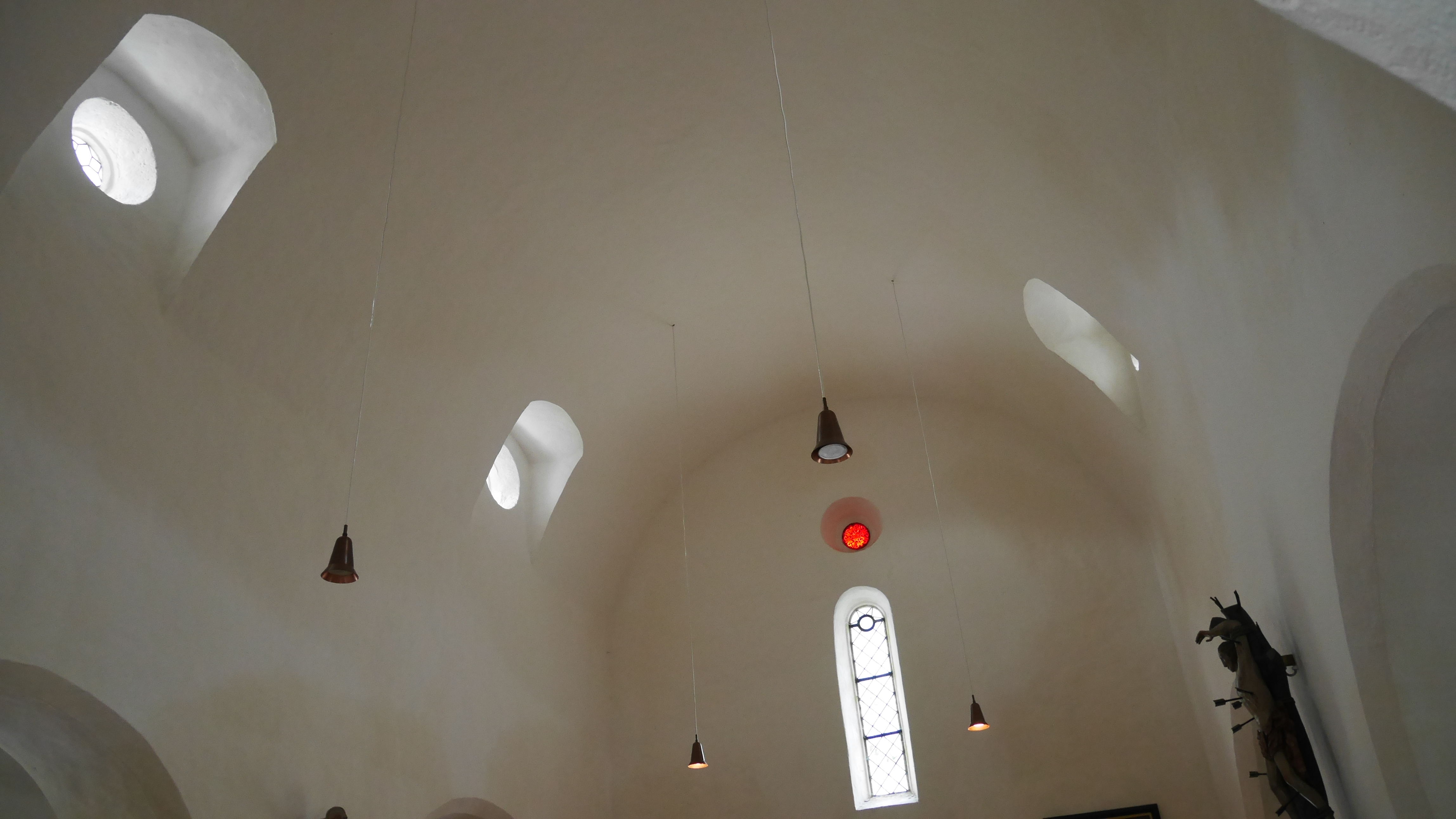
Wölbung und Okuli

## Entwicklung
1670 war sie die Kapelle der Hammerschmiede in Thiergarten. Bei verschiedenen Umbauten wurden drei Chorfenster zugemauert und zwei Rundfenster eingebrochen. Von 1985 bis 1989 wurde sie komplett restauriert und 2013 nochmals renoviert. Noch heute wird sie sowohl als Hochzeitskapelle als auch für Gottesdienste genutzt.